# Любовь не купишь
«Любовь не купишь» (англ. Can't Buy Me Love) — филиппинский романтический драматический телесериал с Донни Пангилинаном и Белль Мариано в главных ролях. Премьера состоялась на телеканале Kapamilya Channel 16 октября 2023 года в блоке Primetime Bida, заменив «Железное сердце». Сериал закончился 10 мая 2024 года, всего 148 серий, в его временном интервале его заменил сериал «Главная улица».

## Сюжет
Когда молодой человек оказывается втянутым в смертельный заговор против богатой женщины, он платит огромную цену, чтобы освободить ее, создавая долг, который связывает их вместе.

## В ролях

### Основной состав
- Донни Пангилинан — Андрей «Бинго» Мариано[2]
- Белль Мариано — Кэролайн «Линг» Тиу[2]

### Второстепенный состав
- Нова Вилья — Сальвасьон «Лола Нене» Ривера[2]
- Роуэлл Сантьяго — Уилсон Тиу[2]
- Агот Исидро — Синди Янг-Тиу[2]
- Руффа Гутьеррес — Джина Тан[2]
- Ина Раймундо — Энни Педроса-Мариано / Энни Педроса-Аль Джуфалли[2]
- Марис Ракаль — Ирен Тиу[2]
- Кайла Эстрада — Беттина Тиу[2]
- Алби Казиньо — Чарльстон Тиу[2]
- Энтони Дженнингс — Альфонсо «Снуп» Манансала[2]
- Жоао Констансия — Карло Тиу[2]
- Даррен Эспанто — Стивен Тануэко[2]
- Селеста Легаспи — Кэтрин «Кэти» Чанг[2]

### Повторяющийся состав
- Рафаэль Роселл — Шервин Юченгко[2]
- Кетчуп Эусебио — Рамончито «Мончинг» Ривера[2]
- Энцо Пинеда — Эдвард Ляо[2]
- Чи Филомено — Джерси Лим[2]
- Вайвори Эсклито — Пандора «Дара» Дела Круз[2]
- Карина Баутиста — Бужи Димаранан[2]
- Рен Эсканьо — Оливия «Лив» Альмарио[2]
- Алора Сасам — Бьерна[2]
- Джелло Маркес — Корикс[2]
- Хьюбс Азаркон — Валентин «Кап Тин» де Хесус[2]
- Ронни Лазаро — Абалос «Балонг» Пелонио[2]

## Производство
Основные съемки начались в августе 2023 года.

## Музыка
Заглавной песней сериала является версия 2023 года «You'll Be Safe Here» в исполнении Мойры Дела Торре, перезаписанная версия песни Рико Бланко также звучит в сериале. Две оригинальные песни также включают «Autumn» от Ben&Ben и Белль Мариано и «Iyo» от Даррен Эспанто.
Музыкальное сопровождение сериала написала Джесси Ласатен.

## Выпуск
Сериал «Любовь мне не купишь» впервые вышел в эфир на Netflix 13 октября 2023 года, а на следующий день — на iWantTFC, а затем вышел на бесплатных телевизионных платформах 16 октября 2023 года.